# Pont de la carretera N-340 (Amposta)
El Pont de la carretera N-340 és un pont sobre l'Ebre a Amposta inclòs a l'Inventari del Patrimoni Arquitectònic de Catalunya.
Es tracta del pont de la carretera N-340 per travessar el riu Ebre, a uns 800 metres aigües avall del centre urbà d'Amposta.
Té una longitud de 1.047 metres i una amplada de 21 metres. Està constituït per 17 trams o plataformes recolzades en 156 pilars. El seu recorregut representa una corba lleugerament pronunciada, donant a tot el conjunt una aparença més tectònica, baixa i pesada que la del pont de l'autopista. Els elements dels mòduls són: grups de 5 pilars cilíndrics alineats -paral·lels -, bastant amples i poc alts, sustentant una gran llinda, a on, a més de recolzar-se, queda perfectament encaixat cada un dels trams del pont.
Cal apuntar la repetició del mòdul [6 pilars+llinda], per als situats dins del conducte de riu -conjunts apariats: dos mòduls de 6 pilars més llinda-, tal com succeeix al pont de l'autopista.
El pont té dos carrils de circulació -un per cada sentit-, a més de dues petites vies laterals per als vianants amb baranes de ferro. El material bàsic és el formigó armat.
Es va construir amb l'objectiu de canalitzar el gran trànsit d'aquesta carretera, i a la vegada, alleugerir el del Pont Penjant Amposta.
Cal destacar que, iniciades les obres el juliol de 1965, les característiques del terreny -terres d'al·luvió - obligaren a enfonsar els pilars de 36 metres sota terra.
És propietat del Ministeri de Foment.